# إيكوما
إيكوما (باليابانية: 生駒郡 ) هي مقاطعة تقع في محافظة نارا، اليابان.
في عام 2003م بلغ عدد التعداد السكاني 80507 نسمة بكثافة سكانية تبلغ 1569.34 شخص لكل كيلومتر مربع. تبلغ المساحة الاجمالية 51.3 كيلومتر مربع